# Округ Кларк (Невада)
Округ Кларк (енгл. Clark County) је округ у америчкој савезној држави Невада.

## Демографија
По попису из 2010. године број становника је 1.951.269, што је 575.504 (41,8%) становника више него 2000. године.
| Група             | 2000.           | 2010.           |
| Белци             | 828.669 (60,2%) | 935.955 (48,0%) |
| Афроамериканци    | 124.885 (9,1%)  | 204.379 (10,5%) |
| Азијати           | 72.547 (5,3%)   | 168.831 (8,7%)  |
| Хиспаноамериканци | 302.143 (22,0%) | 568.644 (29,1%) |
| Укупно            | 1.375.765       | 1.951.269       |